# Acmaeodera
Acmaeodera är ett släkte av skalbaggar. Acmaeodera ingår i familjen praktbaggar.

## Bildgalleri

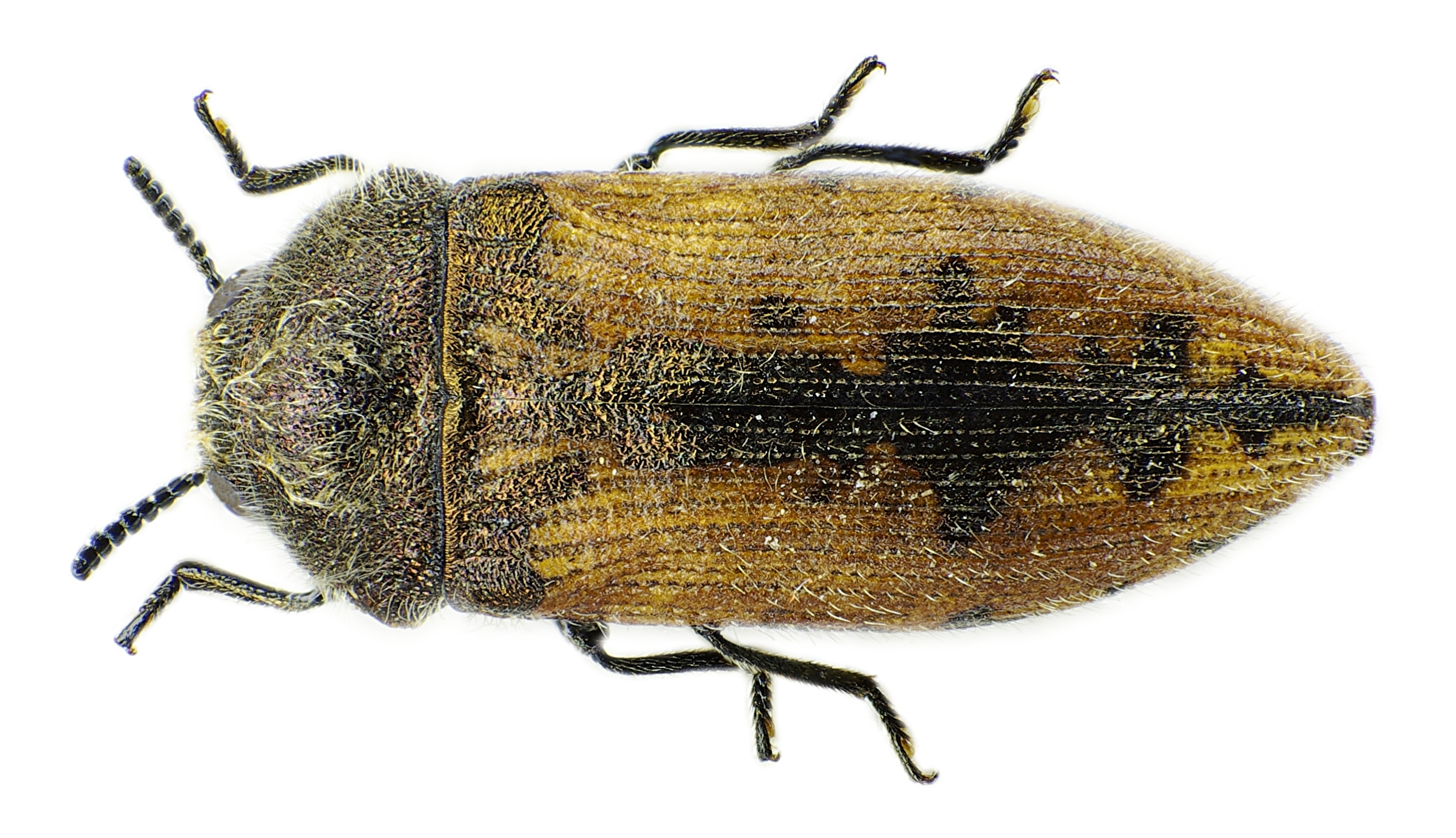
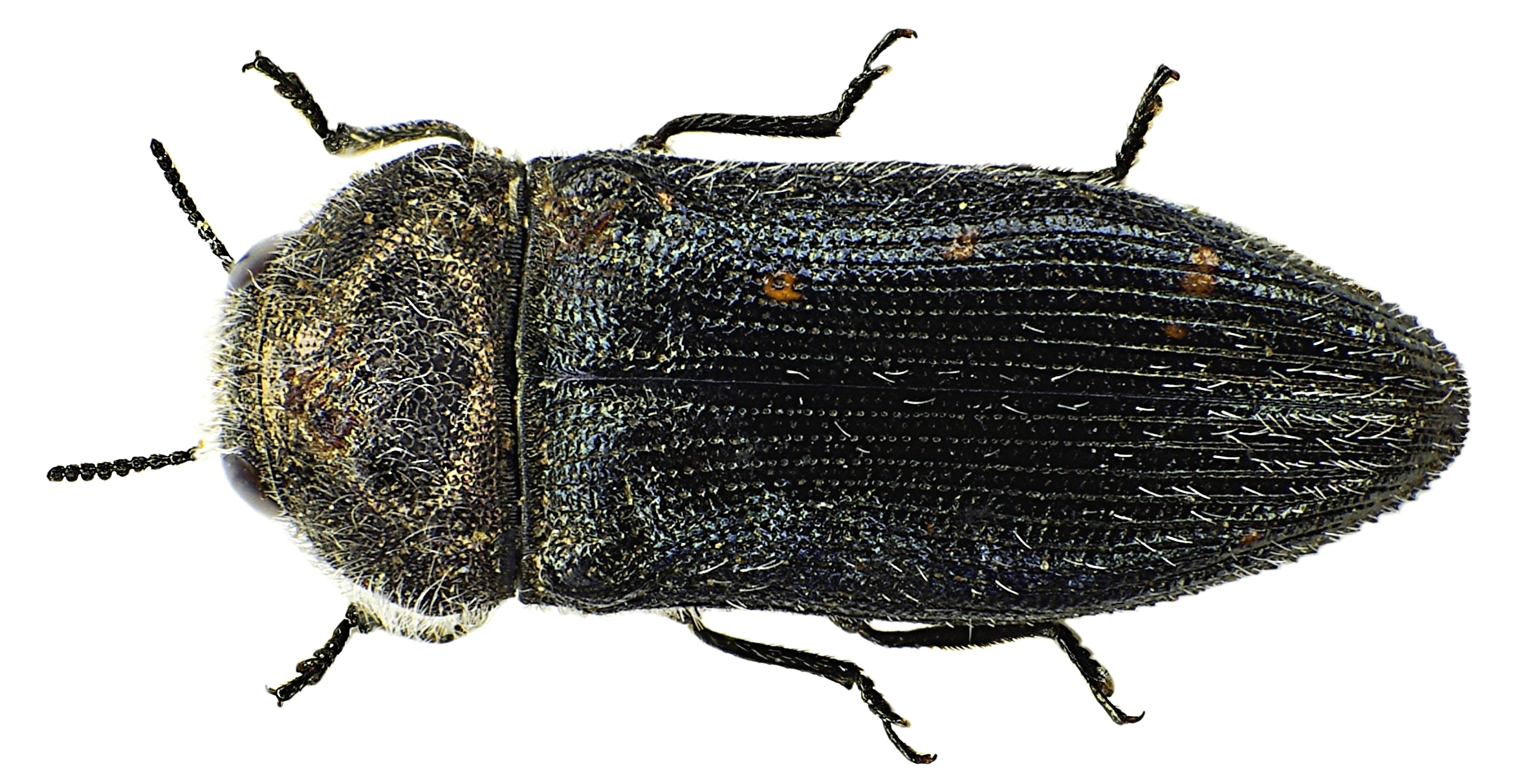
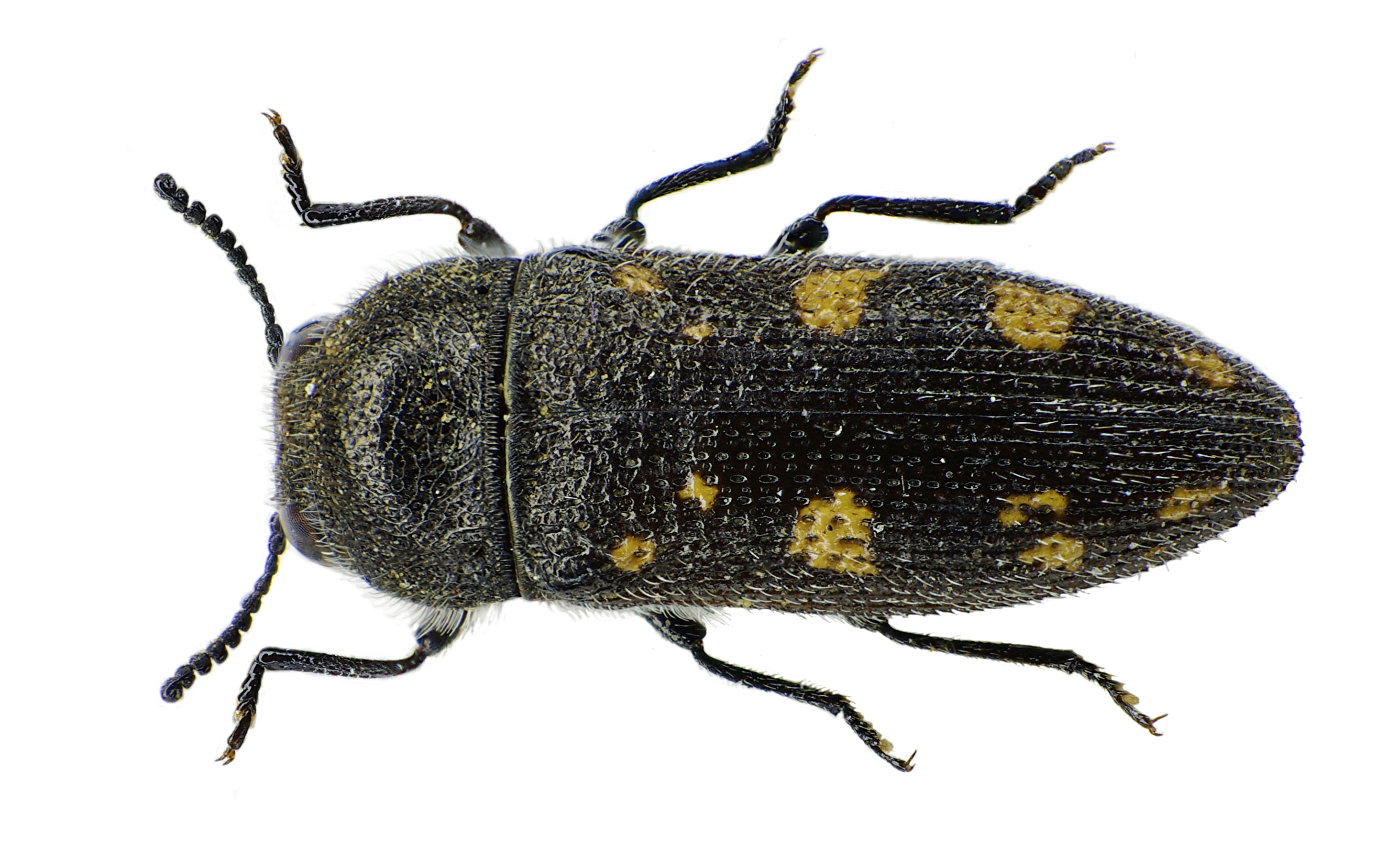
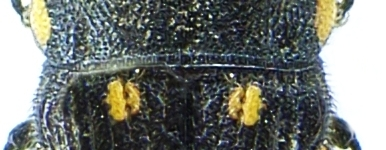
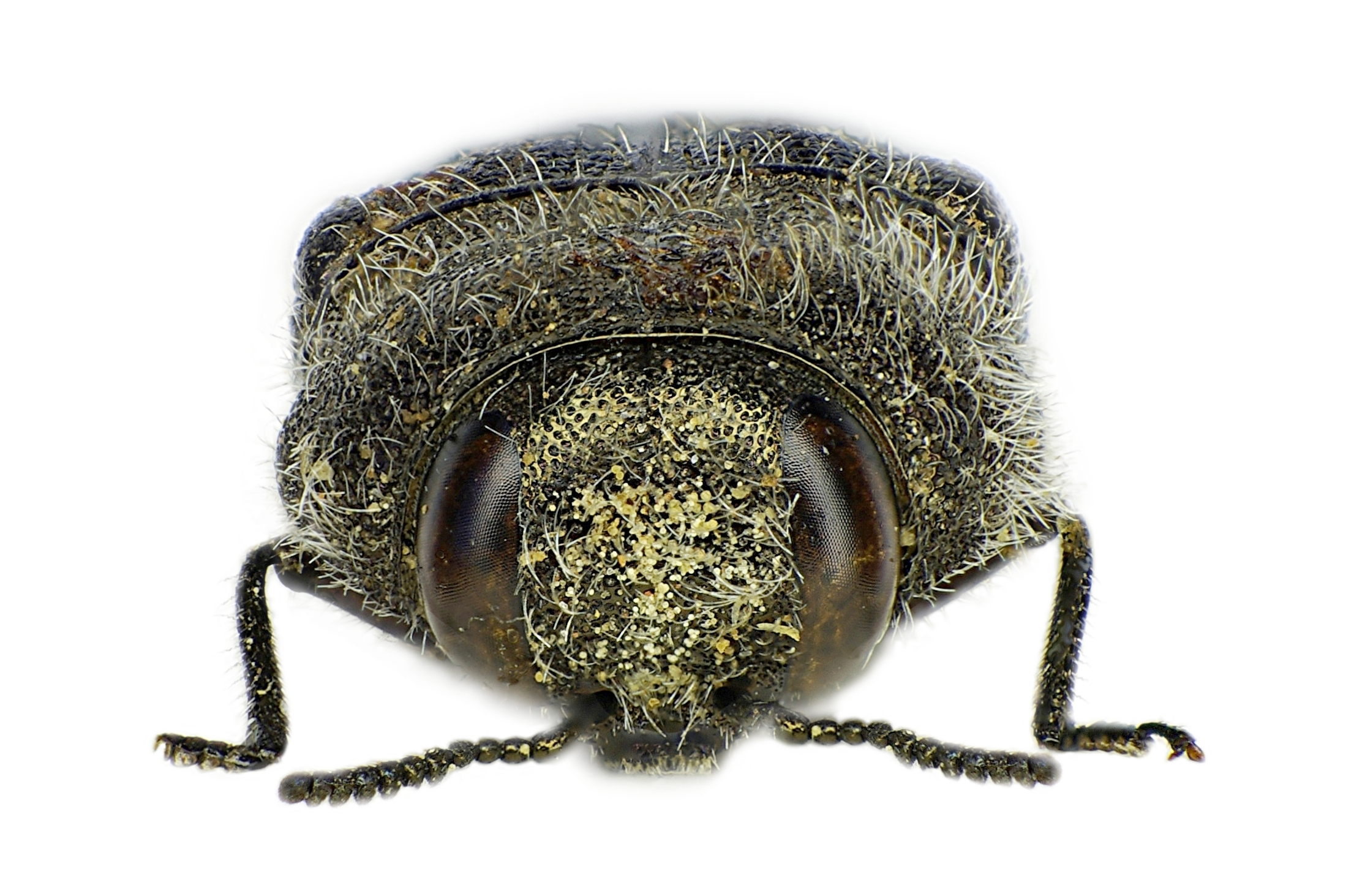
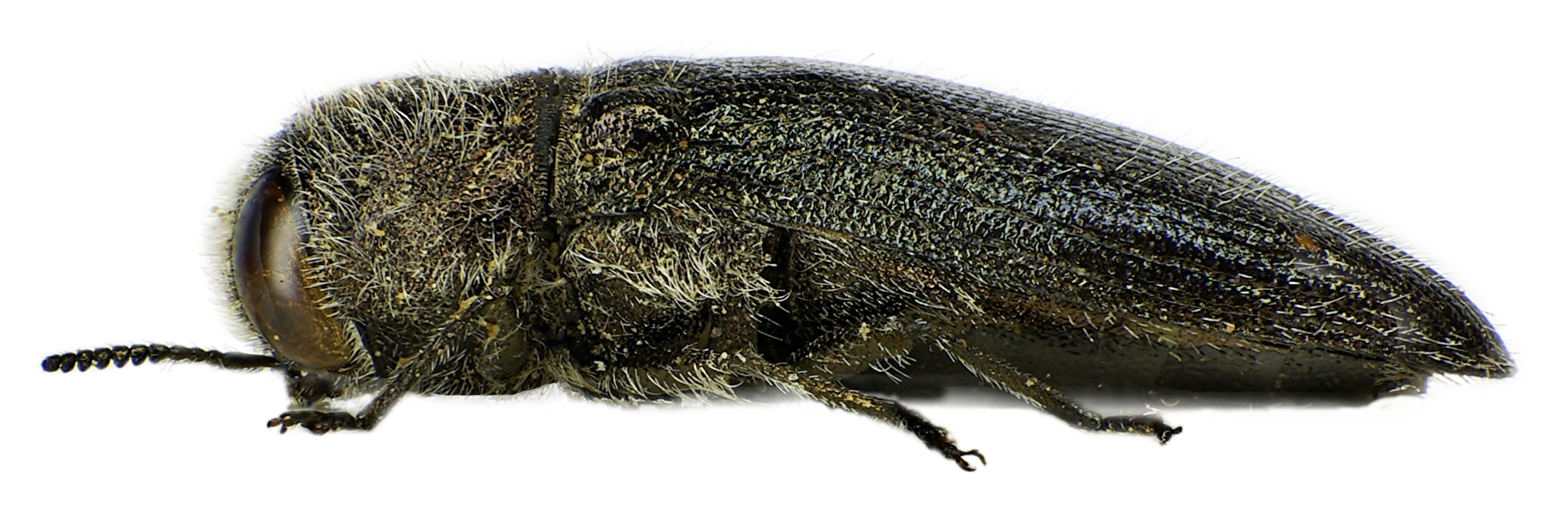

## Dottertaxa tillAcmaeodera, i alfabetisk ordning[1]
- Acmaeodera acanthicola
- Acmaeodera acuta
- Acmaeodera adenostomae
- Acmaeodera adenostomensis
- Acmaeodera alacris
- Acmaeodera alicia
- Acmaeodera alpina
- Acmaeodera amabilis
- Acmaeodera amplicollis
- Acmaeodera angelica
- Acmaeodera atactospilota
- Acmaeodera audreyae
- Acmaeodera auritincta
- Acmaeodera aurora
- Acmaeodera bacchariphaga
- Acmaeodera barri
- Acmaeodera bishopiana
- Acmaeodera bivulnera
- Acmaeodera bowditchi
- Acmaeodera bryanti
- Acmaeodera carlota
- Acmaeodera cazieri
- Acmaeodera ceanothae
- Acmaeodera chiricahuae
- Acmaeodera comata
- Acmaeodera condita
- Acmaeodera connexa
- Acmaeodera conoidea
- Acmaeodera consors
- Acmaeodera constricticollis
- Acmaeodera constrictinotum
- Acmaeodera convicta
- Acmaeodera coquilletti
- Acmaeodera cribricollis
- Acmaeodera cuneata
- Acmaeodera curtilata
- Acmaeodera davidsoni
- Acmaeodera decipiens
- Acmaeodera delumbis
- Acmaeodera depressa
- Acmaeodera deviata
- Acmaeodera diffusa
- Acmaeodera discalis
- Acmaeodera disjuncta
- Acmaeodera dolorosa
- Acmaeodera ephedrae
- Acmaeodera errans
- Acmaeodera fattigi
- Acmaeodera fenyesi
- Acmaeodera flavomarginata
- Acmaeodera flavopicta
- Acmaeodera gibbula
- Acmaeodera gillespiensis
- Acmaeodera griffithi
- Acmaeodera haemorrhoa
- Acmaeodera hepburnii
- Acmaeodera holsteni
- Acmaeodera horni
- Acmaeodera idahoensis
- Acmaeodera immaculata
- Acmaeodera inopinata
- Acmaeodera inyoensis
- Acmaeodera jocosa
- Acmaeodera knowltoni
- Acmaeodera knullorum
- Acmaeodera labyrinthica
- Acmaeodera laticollis
- Acmaeodera latiflava
- Acmaeodera ligulata
- Acmaeodera linsleyi
- Acmaeodera lupinae
- Acmaeodera macra
- Acmaeodera maculifera
- Acmaeodera marginenotata
- Acmaeodera mariposa
- Acmaeodera miliaris
- Acmaeodera mimicata
- Acmaeodera mixta
- Acmaeodera mojavei
- Acmaeodera morbosa
- Acmaeodera navajo
- Acmaeodera neglecta
- Acmaeodera nelsoni
- Acmaeodera neoneglecta
- Acmaeodera nevadica
- Acmaeodera nexa
- Acmaeodera nigrovittata
- Acmaeodera obtusa
- Acmaeodera opacula
- Acmaeodera opuntiae
- Acmaeodera ornata
- Acmaeodera ornatoides
- Acmaeodera panamintensis
- Acmaeodera paradisjuncta
- Acmaeodera parkeri
- Acmaeodera perlanosa
- Acmaeodera pinalorum
- Acmaeodera plagiaticauda
- Acmaeodera pletura
- Acmaeodera princeps
- Acmaeodera prorsa
- Acmaeodera pubiventris
- Acmaeodera pulchella
- Acmaeodera pullata
- Acmaeodera purshiae
- Acmaeodera quadriseriata
- Acmaeodera quadrivittata
- Acmaeodera quadrivittatoides
- Acmaeodera recticollis
- Acmaeodera recticolloides
- Acmaeodera reflexa
- Acmaeodera resplendens
- Acmaeodera retifera
- Acmaeodera riograndei
- Acmaeodera robigo
- Acmaeodera robusta
- Acmaeodera rubrocuprea
- Acmaeodera rubronotata
- Acmaeodera sabinae
- Acmaeodera scalaris
- Acmaeodera serena
- Acmaeodera simulata
- Acmaeodera sinuata
- Acmaeodera solitaria
- Acmaeodera sphaeralceae
- Acmaeodera starrae
- Acmaeodera tenebricosa
- Acmaeodera texana
- Acmaeodera thoracata
- Acmaeodera tildenorum
- Acmaeodera tiquilia
- Acmaeodera tubulus
- Acmaeodera tuta
- Acmaeodera uvaldensis
- Acmaeodera vanduzeei
- Acmaeodera vandykei
- Acmaeodera variegata
- Acmaeodera wenzeli
- Acmaeodera verityi
- Acmaeodera vernalis
- Acmaeodera wheeleri
- Acmaeodera wickenburgana
- Acmaeodera vulturei
- Acmaeodera xanthosticta
- Acmaeodera yuccavora